# Kristus iz La Lagune
Kristus iz La Lagune (špansko Cristo de La Laguna) je lesena skulptura, ki predstavlja križanega Jezusa iz Nazareta. Je v Kraljevem Kristusovem svetišču, v mestu San Cristóbal de La Laguna (Tenerife, Kanarski otoki, Španija).
To je najbolj čaščena podoba Jezusa na Kanarskih otokih. Velja za eno umetniško najvrednejših religioznih skulptur v Španiji in za eno umetniško najvrednejših upodobitev Jezusovega križanja v Evropi.

## Zgodovina
Obstaja veliko teorij o izvoru Kristusove figure. Profesor Joaquin Yarza je domneval, da je njegovo poreklo severnoevropsko, čeprav ni zanikal njegovega izvora iz Sevilje. Najnovejše študije, ki jih je izvedel profesor Francisco Galante Gomez, potrjujejo, da je figura izhajala iz cvetočih delavnic v Antwerpnu, torej flamsko-brabanzonskega izvora, okoli leta 1514 pa jo je izklesal Louis Van Der Vule.
Trdi se, da je Kristusova podoba odšla v Benetke, preden je prišla na Tenerife, saj je bilo mesto takrat glavno trgovsko in gospodarsko središče. Od tam so jo odpeljali v Barcelono in iz Barcelone v Cádiz, kjer so ga začasno namestili v cerkvi La Vera Cruz v Sanlúcar de Barrameda. Po končnem prihodu na Tenerife leta 1520.
Skozi stoletja je slovesno čaščenje te Kristusove podobe naredilo eno najbolj čaščenih verskih podob na celotnem otočju. Ta podoba je bila v rogativih posneta po ulicah mesta ob številnih priložnostih skozi zgodovino, na splošno, da bi jo prosili za posredovanje v različnih javnih nesrečah, kot so epidemije, kuge ali suše, ki so nastale na otoku Tenerife.
Preden je podoba Kristusa iz La Lagune prejela škofovsko posvečenje, je monsinjor Domingo Pérez Cáceres 21. septembra 1947 postal prvi škof, rojen na Tenerifu, ki je vodil svojo domačo škofijo. Kristusovo podobo so za to priložnost za nekaj dni pred tem izjemoma prenesli v stolnico La Laguna.
Kristusova cerkev je trenutno razvrščena kot kraljevo svetišče in je zelo priljubljena med obiskovalci cerkve. Vrnjeno je bilo frančiškanski skupnosti prizidka samostana San Miguel de las Victorias. Kristusovo cerkev so skozi zgodovino obogatili papeževi odpustki, ki so bili podeljeni baziliki svetega Janeza v Lateranu v Rimu. Real Santuario del Santísimo Cristo de La Laguna je leta 2005 vlada Kanarskih otokov uvrstila na seznam kulturnih spomenikov.
Leta 2024 je španski vojaški nadškof, monsinjor don Juan Antonio Aznárez Cobo, razglasil Kristusa iz La Lagune za zavetnika Polka poljske artilerije številka 93 na Tenerifu (RACA 93).
Praznik Kristusa La Lagune se praznuje vsak 14. septembra.

## Legende o njegovem nastanku
Obstajajo alternativne legende, ki poskušajo razložiti izvor te skrivnostne skulpture. Nekatere od teh legend pravijo, da so podobo Kristusa iz La Lagune izklesali angeli in celo evangelist sveti Luka. Fray Luís de Quirós je rekel, da je podobo Kristusa iz La Lagune na otok Tenerife odnesel sveti nadangel Mihael. V obeh primerih so ti 'sveti kiparji' izklesali podobo s potezami obraza, ki ga je imel Jezus Kristus v času njegovega križanja.
Druga legenda pripoveduje, da so verniki iz samostana San Miguel de las Victorias (danes Kristusovega svetišča) v nevihtni noči začutili trkanje na vrata in ko so odprli, so našli veliko škatlo, svetle luči navznoter. Po odprtju škatle, najdene v Kristusovi podobi, je bilo to dejstvo vzeto za čudež.

## Bratovščina Cristo de La Laguna
Po Kristusovi podobi se kliče bratovščina, ki je največja na Kanarskih otokih,, ki se uradno imenuje: Pontificia, Real y Venerable Esclavitud del Santísimo Cristo de La Laguna. Španski kralj Alfonz XIII. je tej bratovščini 19. decembra 1906 podelil naziv 'kraljevska', papež Pij X. pa ji je podelil naziv 'papeška' 15. februarja 1908.
Vsakokratni španski kralj je »častni in večni višji suženj« bratovščine. To odlikovanje ima trenutno njegovo veličanstvo španski kralj Felipe VI.

## Napisi
Med detajli izstopa nekaj napisov, ki so vključeni v čistilno krpo ali perízonij, ki je prilagojen bokom in nagnjen v levo; njegove gube ustvarjajo učinek svetlobe in senc.
Ti napisi so na eni strani v zgornjem delu tkanine, ki ima niz črk s cvetličnimi okraski. Drugi, ob strani, bolj neopazni, nam povedo o avtorju in datumu rezbarjenja. Njegova kakovost kot umetniškega dela je izjemna, prav tako kot njegov devocijski pomen.

## Kristusova tančica
V Kraljevem Kristusovem svetišču v La Laguni je ohranjena Kristusova tančica iz damaščanske svile, ki sega v leto 1599. Na njej sta dva pomembna simbola, kot sta križ in črka "S" papeškega, kraljevega in Častitljivo suženjstvo Najsvetejšega Kristusa iz La Lagune. Pomen te Kristusove tančice je v tem, da je bila spuščena na Santa Cruz de Tenerife pred neizbežnim napadom protestantskih Nizozemcev, ki so nekaj dni prej izropali in požgali Las Palmas de Gran Canaria s 73 ladjami pod poveljstvom vice admirala Pietra van der Doesa.
Redovniki Kristusovega svetišča La Laguna so izvajali procesije in molili k prej omenjeni podobi ter se odločili, da se tančica, ki je pokrivala Kristusa, odnese v Santa Cruz de Tenerife, da bi jo lahko uporabili kot zastavo v boju.

## Galerija
- Notranost Kristusovega svetišča
- Kristusova podoba na oltarju
- Skulptura Kristusa po restavriranju

## Pripisani čudeži
Od 16. stoletja se Kristusa iz La Lagune prosi v javnih nesrečah, ki so prizadele mesto in otok. Ob takšnih molitvah se je pogosto končalo zlo, ki je mučilo prebivalstvo, dogodki, ki bi jih pobožni ljudje imeli za »čudežne«. To se je zgodilo v sušnih letih 1562, 1566, 1571, 1577 in 1607, ko je Kristus oskrboval suha polja z vodo. V letih 1585 in 1607 je naredil konec kugi kobilic, leta 1599 je dovolil, da je na Tenerife prispela ladja, natovorjena s pšenico, leta 1609 je prebivalstvo osvobodil epidemije itd.
V noči na 28. julij 1810 je velik požar opustošil Kristusovo kraljevo svetišče, nadčloveški napori so bili vloženi, da bi dragoceno podobo Kristusa iz La Lagune osvobodili iz ognja. Mnogi so bili navdušeni, ko so videli, kako so Kristusa ob treh zjutraj prenesli v župnijo Los Remedios (danes stolnica) in mu osvetlili pot s kosi bakel, ki so jih iztrgali iz ognja. »Usodna procesija,« pravijo kronisti, »v kateri je bilo slišati krike prestrašenega ljudstva iz velike razdalje.« Dejstvo, da je bil Kristus rešen iz plamenov, so meščani šteli za čudež.
Orožniška baterija gorske skupine, okrepljena z osebjem iz skupine Costa, je sodelovala v 17 bojih Rifske vojne med leti 1921-1922 v coni Larache (španski Maroko). Baterija, ki je bila pred odhodom zaupana posvetitvi Kristusa iz La Lagune, se je vrnila brez žrtev. Ko se je vojna v Maroku leta 1922 končala, se je 160 mož baterije vrnilo zdravih, potem ko so sodelovali v 17 bojih, kar so ga mnogi vzeli za pravi Kristusov čudež. V zahvalo so topničarji slovesno obljubili, da bodo spremljali Kristusa v vseh njegovih procesijah z odredom 7 gasdorjev, kar je izraz njihove neizmerne vere in ljubezni do Kristusa iz La Lagune.

## Obnova
Med novembrom 2011 in marcem 2012 je bila podoba svetega Kristusa podvržena natančnemu restavriranju več strokovnjakov s Kraljevega inštituta za umetniško dediščino v Bruslju (Irpa), v prvi »pomembni« obnovi podobe v 500-letni zgodovini čaščene rezbarije. Obnova je obsegala predvsem čiščenje skulpture in fiksiranje polikromije. Skulptura je v stoletjih doživela vrsto predelav, les se je posušil in razpokal, manjkali so delci krone in drugih delov, ključavnica je bila polomljena in da bi prikrili zamenjavo nekaj prstov, so nadaljevali z bitumnom.
Eden od razlogov za zatemnitev podobe je bila uporaba do 1990-ih sladkega mandljevega olja za zaščito Kristusa pred dežjem med procesijami. To olje ne poškoduje podobe, temveč njeno površino spremeni v lepljivo prevleko, ki pritegne in oprime umazanijo. Po čiščenju je slika izgubila večino svoje značilne rjave barve in dobila prvotni videz, ki ga je morala imeti pred 100 leti. Izguba temne barve rezbarije je povzročila nekaj polemik med nekaterimi verniki, ki trdijo, da 'nova barva' podobe ni spoštovala nabožnega tona niti ni v skladu z zgodovinskimi opisi, ki so jo v 17. stoletju opisovali kot temno. Večina vernikov je bila zadovoljna z obnovo, po pričevanjih nekaterih starejših ljudi, ki so se spominjali, da je imel Kristus v njihovem otroštvu to barvo. Kljub temu Kristus ni popolnoma izgubil temne polti, saj je ta izginila do olivnega tona.